# 榆树人遗址
榆树人遗址，位于中华人民共和国吉林省榆树市秀水镇周家油坊，是吉林省文物保护单位，类型为古遗址，历史年代为旧石器时代，公布时间为1961年4月13日。该文物保护单位由榆树市文管所管理。